# Thymus jankae
Espèce
Classification phylogénétique
Thymus jankae est une espèce de plantes à fleurs de la famille des Lamiaceae.